# Simon Rueland
Simon Rueland (15 maggio 1997) è uno sciatore alpino austriaco.

## Biografia
Originario di Mils bei Imst e attivo dal novembre del 2013, Simon Rueland ha esordito in Coppa Europa il 16 gennaio 2016 a Zell am See in slalom speciale e in Coppa del Mondo il 22 gennaio 2017 a Kitzbühel nella medesima specialità, in entrambi i casi senza completare la prova; sempre in slalom speciale ha conquistato il primo podio in Coppa Europa, il 15 dicembre 2022 a Obereggen (2º), il primo piazzamento a punti in Coppa del Mondo, il 18 novembre 2023 a Gurgl (27º), e la prima vittoria in Coppa Europa, il 6 febbraio 2025 a Baqueira. Non ha preso parte a rassegne olimpiche o iridate.

## Palmarès

### Mondiali juniores
- 2 medaglie:
  - 1 argento (gara a squadre a Åre 2017)
  - 1 bronzo (gara a squadre a Davos 2018)

### Coppa del Mondo
- Miglior piazzamento in classifica generale: 143º nel 2024

### Coppa Europa
- Miglior piazzamento in classifica generale: 8º nel 2025
- 6 podi:
  - 3 vittorie
  - 1 secondo posto
  - 2 terzi posti

#### Coppa Europa - vittorie
| Data            | Località  | Paese    | Specialità |
| --------------- | --------- | -------- | ---------- |
| 6 febbraio 2025 | Baqueira  | Spagna   | SL         |
| 19 marzo 2025   | Norefjell | Norvegia | SL         |
| 23 marzo 2025   | Oppdal    | Norvegia | SL         |

Legenda:

SL = slalom speciale

### Campionati austriaci
- 4 medaglie:
  - 3 ori (slalom speciale nel 2020; slalom speciale nel 2022; slalom speciale nel 2025)
  - 1 argento (slalom speciale nel 2021)